# کلیسای نشان مقدس (تفلیس)
کلیسای نشان مقدس (تفلیس) (ارمنی: Սուրբ Նշան եկեղեցի Surb Nshan yekeghetsi; انگلیسی: Church of the Holy Seal Tbilisi) یک کلیسای جامع متعلق به کلیسای حواری ارمنی واقع در شهر تفلیس،  گرجستان می‌باشد. ساخت و ساز این ساختمان در سال ۱۷۱۱ میلادی؛ به پایان رسید. این بنا به سبک معماری ارمنی طراحی شده است.

## نگارخانه

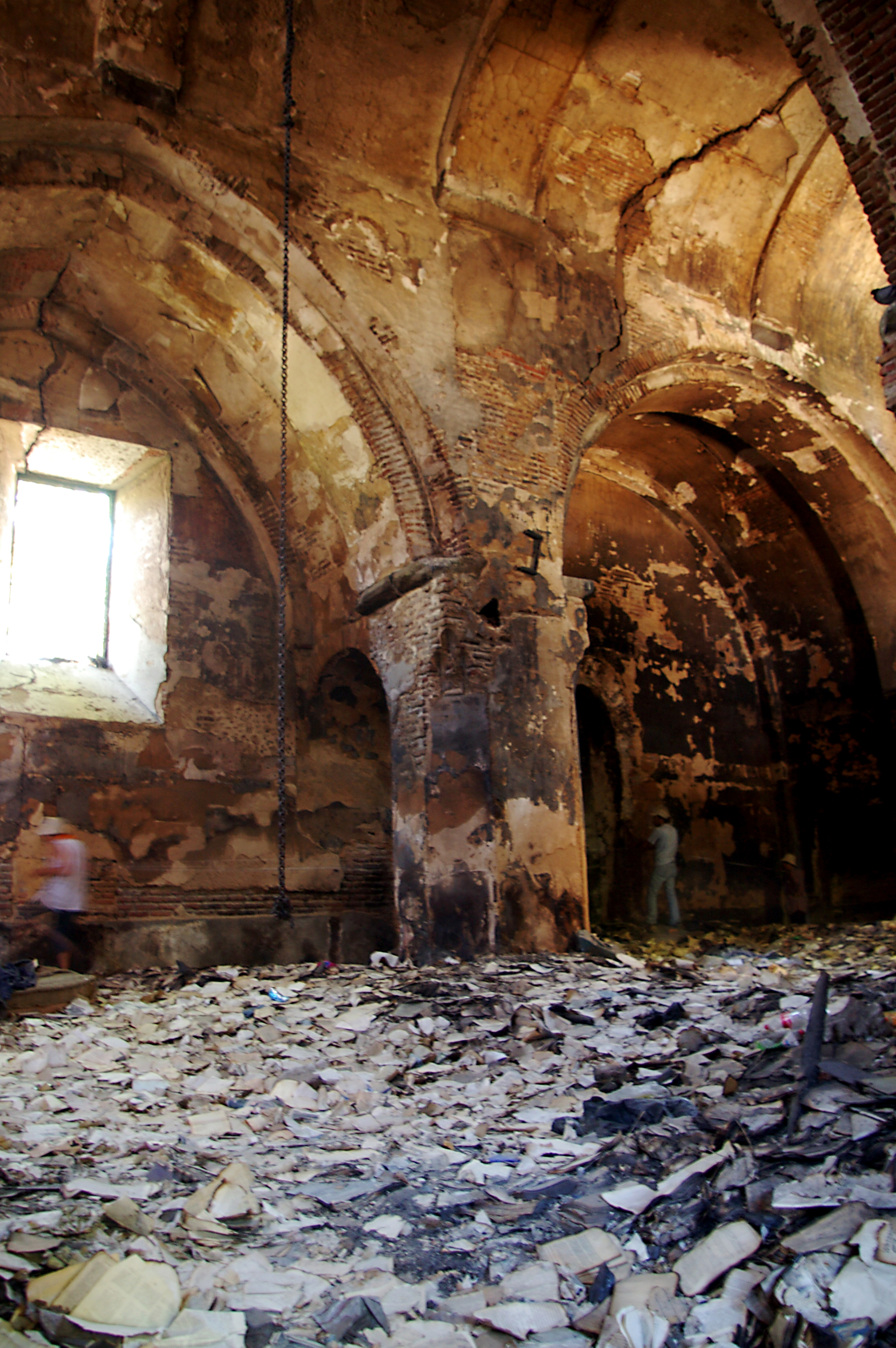
The interior of the church after the arson fire
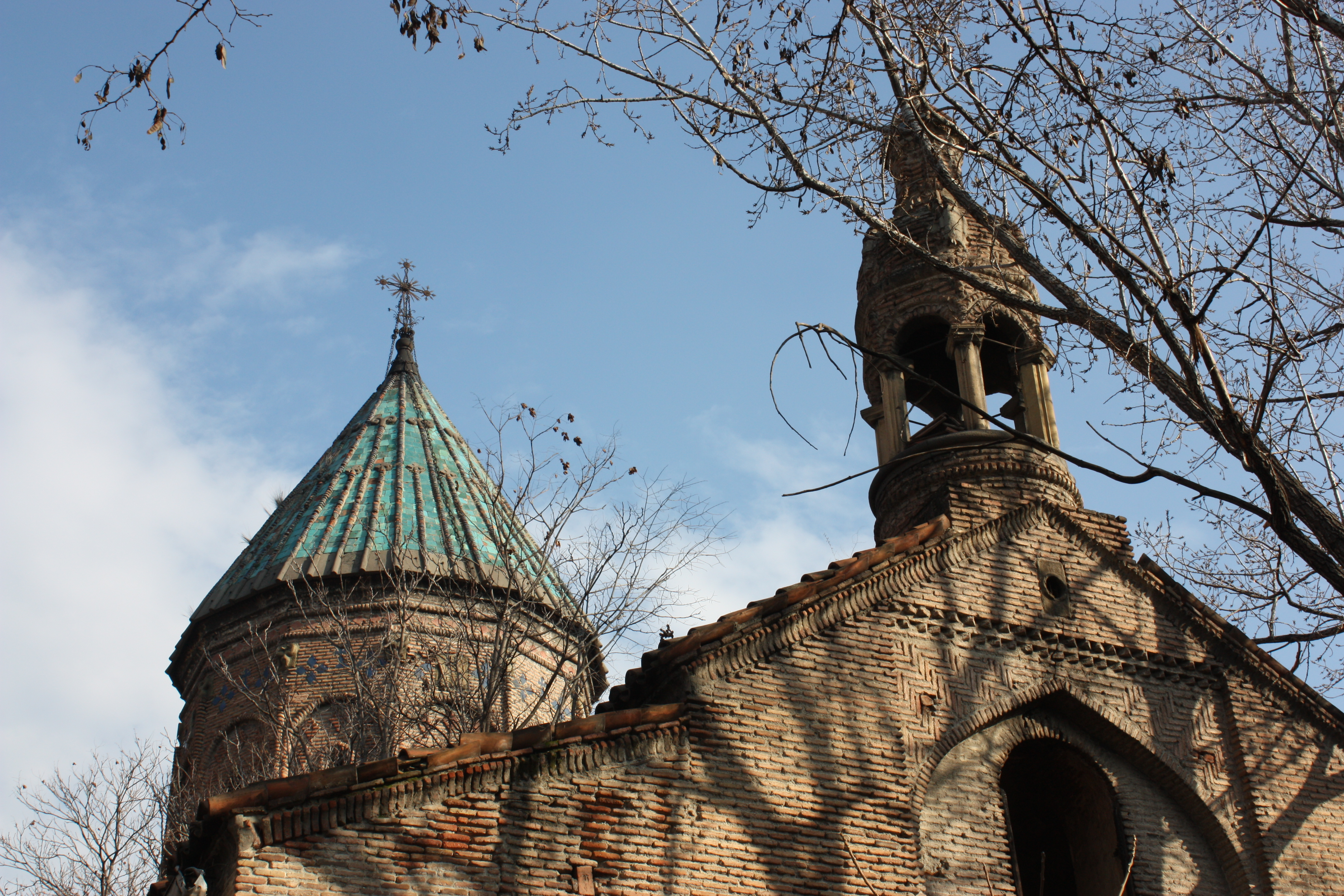
Dome and belfry
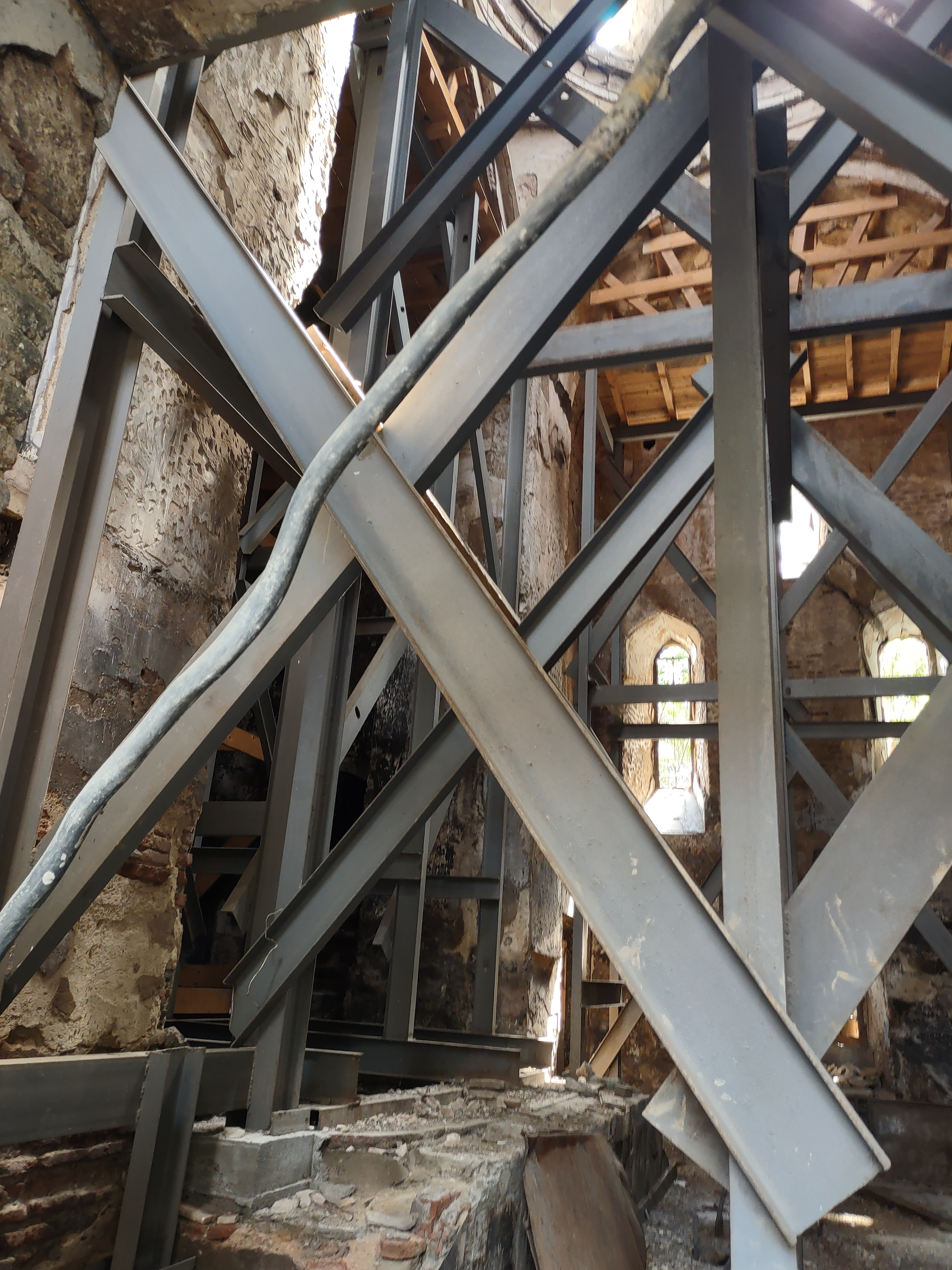
Current condition of interior, with steel beam reinforcements
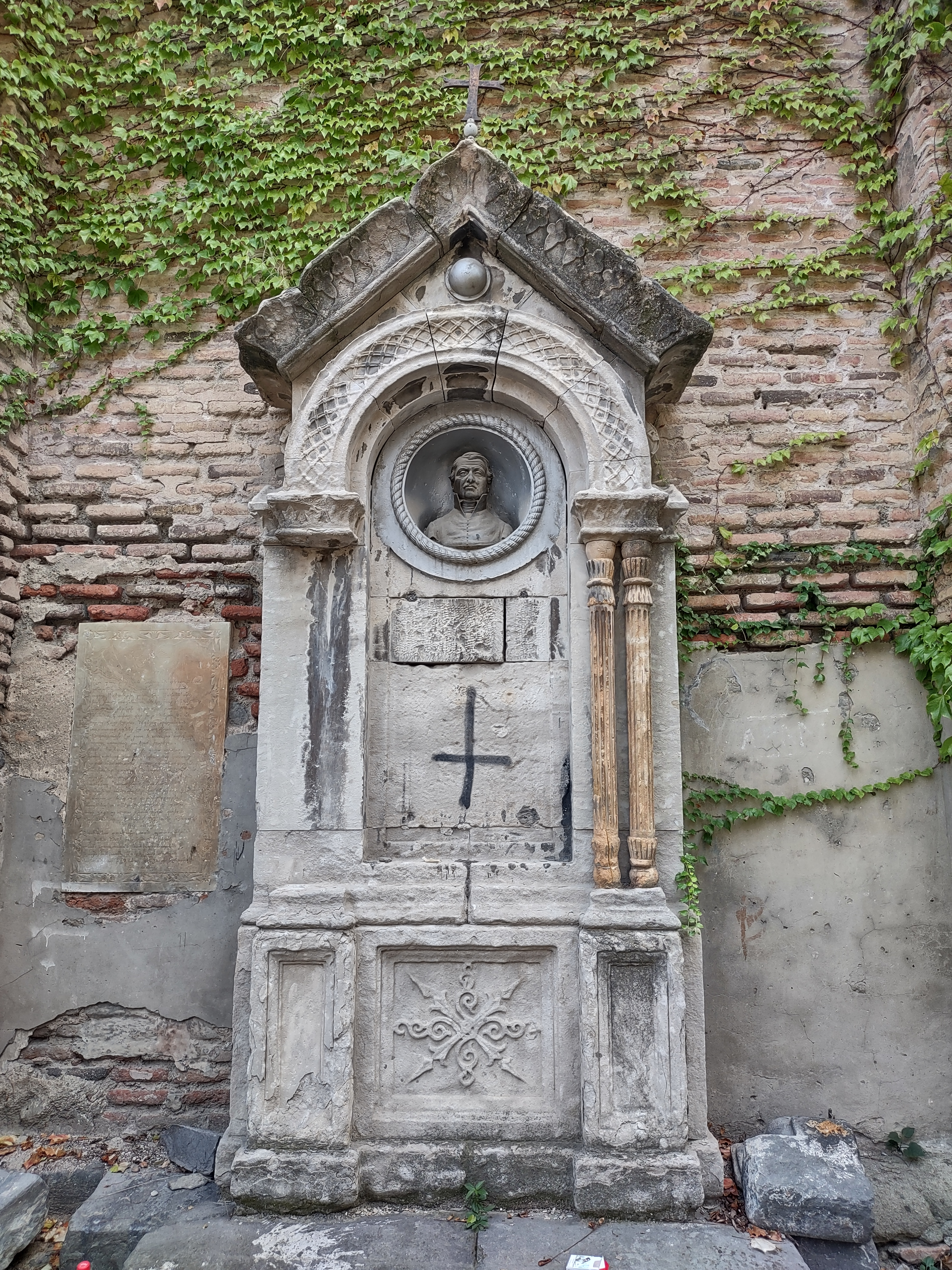
Vandalized memorial
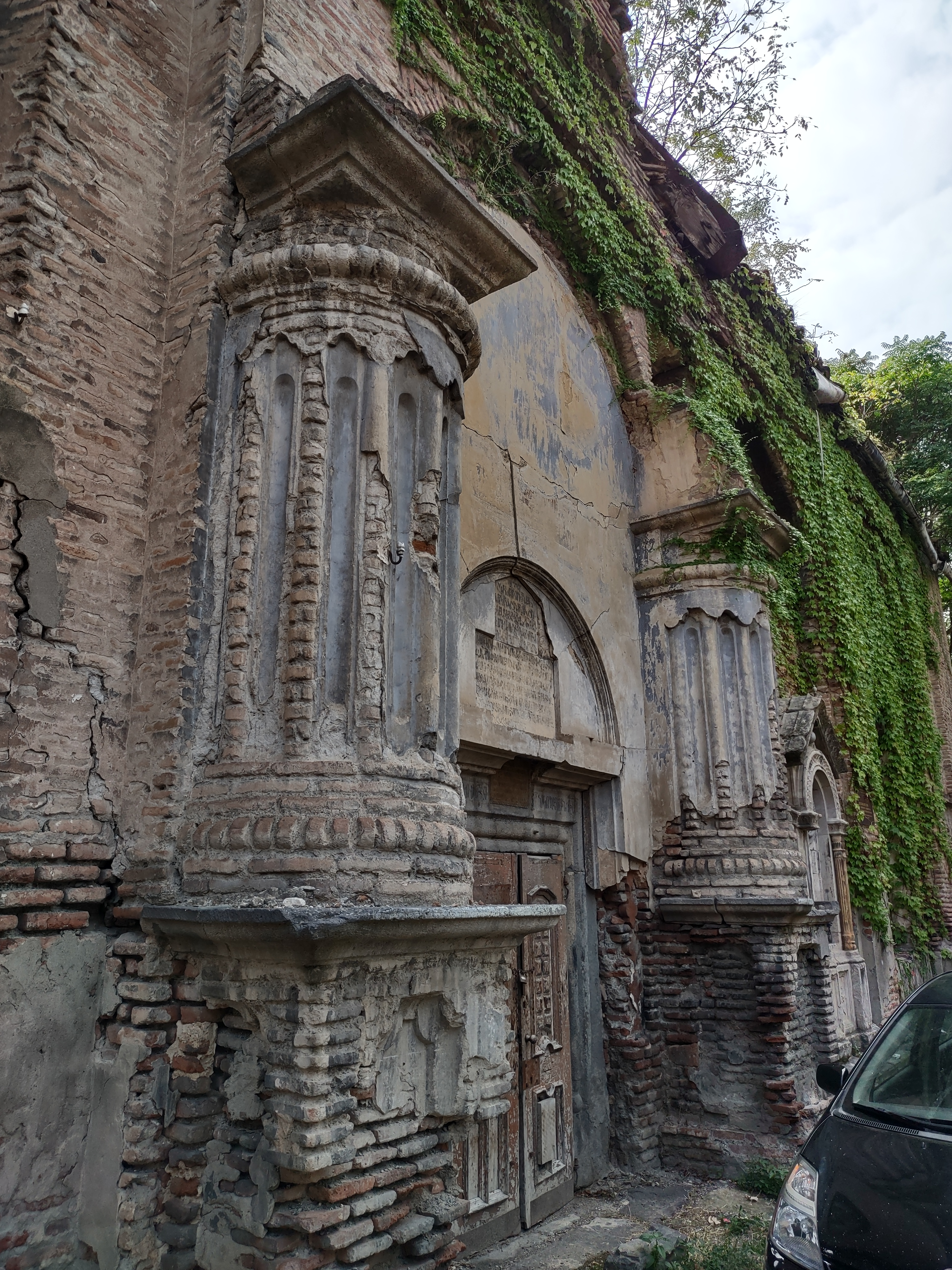
Main entrance
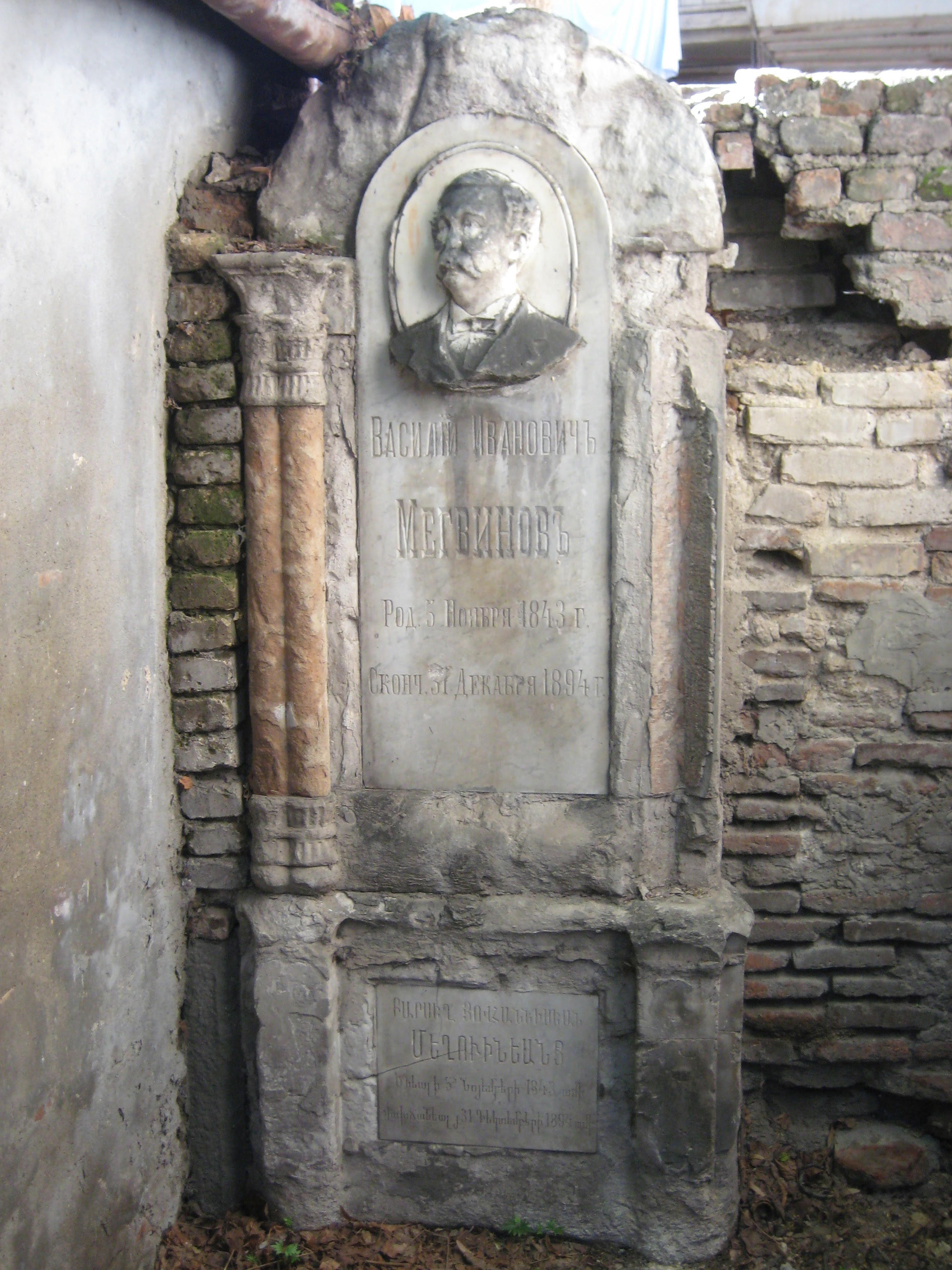
Memorial that disappeared